# Роговце
Роговце (словац. Rohovce) — село в окрузі Дунайська Стреда Трнавського краю Словаччини. Площа села 16,15 км². Станом на 31 грудня 2015 року в селі проживало 1204 жителі.

## Історія
Перші згадки про село датуються 1294 роком.

## Географія
Протікає канал Войка-Крачани

## Населення
| Рік:            | 1994. | 2004.   | 2014.    | 2024.    |
| --------------- | ----- | ------- | -------- | -------- |
| Кількість осіб: | 1018  | 1074    | 1215     | 1073     |
| Різниця:        |       | +5,50 % | +13,12 % | -11,68 % |

| Рік:            | 2023. | 2024.   |
| --------------- | ----- | ------- |
| Кількість осіб: | 1082  | 1073    |
| Різниця:        |       | -0,83 % |